# Бесвајлер
Бесвајлер (њем. Baesweiler) град је у њемачкој савезној држави Северна Рајна-Вестфалија. Једно је од 10 општинских средишта округа Регион Ахен. Према процјени из 2010. у граду је живјело 28.169 становника. Посједује регионалну шифру (AGS) 5334008, NUTS (DEA25) и LOCODE (DE BSW) код.

## Географски и демографски подаци
Бесвајлер се налази у савезној држави Северна Рајна-Вестфалија у округу Регион Ахен. Град се налази на надморској висини од 130 метара. Површина општине износи 27,8 km². У самом граду је, према процјени из 2010. године, живјело 28.169 становника. Просјечна густина становништва износи 1.014 становника/km².

## Међународна сарадња
| Мјесто    | Држава               | Врста сарадње | Од    |
| --------- | -------------------- | ------------- | ----- |
| Истингтон | Уједињено Краљевство | партнерство   | 1975. |
|           | Француска            | партнерство   | 1990. |
| Извор     |                      |               |       |